# 教堂街 (多倫多)

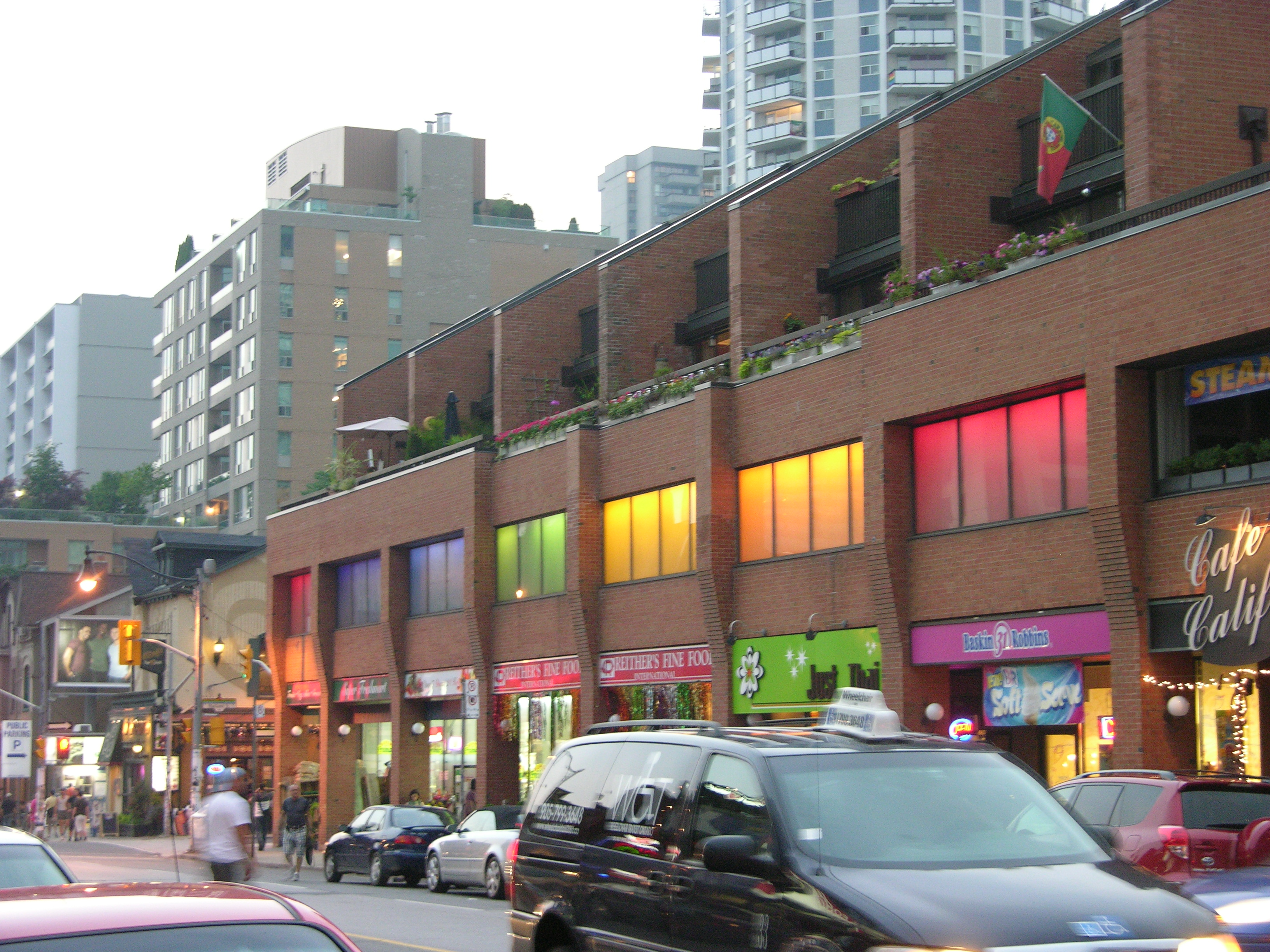
由韋斯里街（Wellesley Street）向南望教堂街

教堂街（英語：Church Street）是加拿大安大略省多倫多的一條街道，以聖雅各座堂命名。該木製教堂建於1807年，位於皇帝街（King Street）夾教堂街處，是約克市第一座教堂，當地居民將其簡稱為「教堂」（the church）。
在教堂街夾韋斯里街（Wellesley Street）處，是多倫多的一個LGBT社群飛地。教堂街夾韋斯里街的區域（尤其是教堂街沿線）是一年一度的多倫多驕傲周慶祝活動的舉辦地。